# غليزا 581c
غلييز 581 سي (بالإنجليزية: Gliese 581 c)‏ أو Gl 581 c هو كوكب خارج المجموعة يقع مداره حول نجم قزم أحمر يدعى غلييز 581. تبلغ كتلته 5.36 من كتلة الأرض على الأقل، يصنف بأنه أرض هائلة، وهو تصنيف يضم الكواكب التي تفوق كتلة الأرض وبحجم أكبر من الأرض بعشر مرات على الأقل. على افتراض أن كتلة الكوكب هي قريبة من الحد المبين من قياسات السرعة الشعاعية (أي أن الكتلة الحقيقية غير معلومة)، كان أصغر كوكب خارج المجموعة معلوم حول نجم تعاقب رئيسي، ولكن في أبريل 21, 2009, تم الإعلان عن كوكب اخر على مدار غلييز 581 وهو غلييز 581 إي وبكتلة حوالى 1.9 من كتلة الأرض.
اكتشف هذا الكوكب في أبريل 24, 2007 على يد فريق سيتفن إردي بجامعة جنيفا السويسرية.

## الاكتشاف
أصدر الفريق المكتشف لهذا الكوكب ورقةً بحثية تحتوي على نتائج بحثهم بتاريخ 27 أبريل عام 2007، ونُشرت هذه الورقة في يوليو من نفس العام في مجلة علم الفلك والفيزياء الفلكية. أُعلن وقت اكتشاف هذا الكوكب أنه يمكن أن يكون أول كوكب شبيه للأرض بالمنطقة الصالحة للحياة من نجمه وأنه الأصغر ضمن الكواكب المكتشفة خارج المجموعة الشمسية التي تتبع نجمًا ضمن نجوم النسق الأساسي. ولكن أُعلن عن اكتشاف كوكب آخر بنفس النظام يوم 21 أبريل عام 2009، ويسمى غليزا 581 إي، بكتلة تعادل نحو 1.9 كتلة أرضية. أعلن الفريق أيضًا في بحثهم عن اكتشاف كوكب آخر بنفس النظام، وهو كوكب غليزا 581 دي، بكتلة صغرى تعادل 7.7 كتلة أرضية، ويبلغ نصف المحور الرئيسي لمداره 0.25 وحدة فلكية.

## الخواص الفيزيائية

### الكتلة
اكتُشف كوكب غليزا 581 سي وقيست كتلته باستخدام طريقة السرعة الشعاعية لرصد الكواكب خارج المجموعة الشمسية. حُسبت كتلة الكوكب باستخدام الحركات الدورية حول مركز الكتلة المشترك بين النجم غليزا 581 وكواكبه. حُددت كتلة هذا الكوكب الصغرى بنحو 5.5 كتلة أرضية بعد نمذجة الكواكب الستة وفقًا لقوانين كيبلر للحركة الكوكبية. لن تتمكن السرعة الشعاعية وحدها من تحديد الكتلة الحقيقية للكوكب، ولكنها لن تعطي قياسات أكبر من الكتلة الحقيقية بشكل مبالغ فيه إلا في حالة أن يكون النظام غير مستقر من الناحية الديناميكية. بينت نماذج المحاكاة الديناميكية لنظام النجم غليزا 581، والقائمة على اعتبار أن مدارات الكواكب هناك لها نفس المستوى المداري، أن كتلة الكواكب الحقيقية لن تتعدى نحو 1.6 إلى مرتين من كتلتها الصغرى، وإلا سيكون النظام الكوكبي غير مستقر بسبب التفاعل بين الكوكبين «إي» و«بي» بشكل رئيسي. تبلغ أقصى كتلة محتملة للكوكب غليزا 581 سي نحو 10.4 كتلة أرضية.

### نصف القطر
لم تُجرَ أي قياسات على نصف قطر الكوكب غليزا 581 سي لأنه لم يُرصد في حالة عبور أمام نجمه من قبل. علاوة على ذلك، فإن الطريقة المستخدمة في رصد هذا الكوكب، طريقة السرعة الشعاعية، تضع فقط تقديرًا للكتلة الصغرى له، وهذا يعني أن استخدام النماذج النظرية الموضوعة لنصف قطر الكوكب وبنيته سيكون محدودًا للغاية. ومع ذلك، يمكن أن تكون الكتلة الصغرى المحسوبة قريبة للغاية من الكتلة الحقيقية بافتراض اتجاه لمدار هذا الكوكب بصورة عشوائية.
يمكن حساب نصف قطر هذا الكوكب باستخدام عدد من النماذج المختلفة بافتراض أن الكتلة الحقيقية له مساوية للكتلة الصغرى المحسوبة. فعلى سبيل المثال، سيكون لهذا الكوكب نصف قطر أكبر من نصف قطر الأرض بنحو 50% إذا كان كوكبًا صخريًا مع لب كبير من الحديد، وهذا وفقًا لفريق أودري. ستكون الجاذبية على هذا الكوكب أقوى منها على الأرض بنحو 2.24 مرة. ولكن، إذا كان غليز 581 سي كوكبًا ثلجيًا أو مائيًا، سيكون نصف قطره أقل من نصف قطر الأرض بمرتين تقريبًا، حتى مع وجود هذا الغلاف المائي الضخم، وذلك وفقًا لنماذج الكثافة التي وضعتها ديانا فالنسيا مع فريقها المختص بدراسة الكوكب غليزا 876 دي. ستكون الجاذبية على أسطح هذه الكواكب الثلجية أو المائية أقوى منها على سطح الأرض بنحو 1.25 مرة على الأقل. ادعى الفريق أن قيمة نصف قطر الكوكب ستقع بين القيمتين المحسوبتين باستخدام نماذج الكثافة أعلاه.

### المدار
يتسم الكوكب غليزا 581 سي بمدار له فترة مدارية، وهي السنة، تبلغ 13 يومًا أرضيًا، ويبلغ نصف قطر مداره نحو 7% فقط من نصف قطر مدار الأرض، أي ما يعادل 11 مليون كيلومتر، بينما يبلغ نصف قطر مدار الأرض 150 مليون كيلومتر من الشمس. تضع هذه المسافة كوكب غليزا 581 سي بالحافة الدافئة من النطاق الصالح للحياة من ذلك النجم الأصغر والأبرد من الشمس، وبالتالي الأقل في درجة اللمعان، وذلك وفقًا لفريق أودري. يُعرَّف مصطلح «النطاق الصالح للحياة» في الفيزياء الفلكية بأنه النطاق المكون من مجموعة من المسافات المختلفة من النجم الرئيسي التي يكون عندها الكوكب في درجة حرارة تسمح له بتوفر المياه بحالتها السائلة على سطحه: لن يعني هذا أن بيئة الكوكب ستكون صالحة للحياة البشرية، فالحياة البشرية تتطلب مجموعة أكثر تقييدًا من الخصائص الأخرى. يصل نصف قطر أي نجم بعمر غليزا 581 من النوع «إم 0 - M0» وله نفس التركيب المعدني إلى 0.00128 وحدة فلكية، مقارنة بنصف قطر الشمس الذي يصل إلى 0.00465 وحدة فلكية. يمكن أن نتوقع باستخدام هذه المعطيات أن النجم الرئيسي سيظهر في سماء الكوكب بصورة أعرض بنحو 3.75 مرة وبمساحة أكبر بنحو 14 مرة عما تبدو عليه الشمس في سماء كوكب الأرض.

### التقييد المدي
يدور كوكب غليزا 581 سي، بسبب قربه من نجمه الرئيسي، مواجهًا له بنفس الوجه، إذ يظل نصفه الكروي مواجهًا للنجم في نهار دائم، ويظل النصف الآخر غير مواجه له في ليل دائم، وبعبارة أخرى، يُعتبر هذا الكوكب في حالة تقييد مدّي. تشير آخر النماذج المدارية لهذا النظام، مع أخذ النشاط النجمي بعين الاعتبار، أن مدار الكوكب سيكون دائريًا، ولكن أشارت النماذج الأقدم إلى وجود تباعد مركزي في المدار بين 0.10 إلى 0.22. إذا كان مدار هذا الكوكب متباعدًا مركزيًا، فسوف يمر بحالة عنيفة من التدفئة المدّية؛ لأن القوى المدّية ستكون أشد عندما يكون الكوكب في النقطة الأقرب من نجمه الرئيسي، ومن المتوقع أن تتسم الكواكب ذات المدارات المتباعدة مركزيًا بفترة دوران حول محورها أقل من فترتها المدارية، وتُعرف هذه الحالة أيضًا بالتزامن الزائف. يظهر مثل هذا التأثير على كوكب عطارد، المقيَّد مدّيًا بنسبة رنين مداري تبلغ 3:2، إذ يُتِمّ ثلاث دورات حول محوره كلما أتمّ دورتين حول الشمس. في جميع الأحوال، حتى في حالة التقييد المدّي بنسبة 1:1، سيمر الكوكب بحالة مَيَسان وسيتبادل خط الغلس بين الاستضاءة والإظلام أثناء هذه الحالة.
تشير النماذج الموضوعة على تطور مدار هذا الكوكب إلى أن التدفئة الناتجة من حالة التقييد المدّي له يمكن أن تساهم بشكل كبير في جيولوجيا الكوكب. اقترحت النماذج التي وضعها العلماء أن التدفئة المدّية على هذا الكوكب يمكن أن ترفع من حرارة السطح نحو ثلاث درجات أعلى القمر «آيو» التابع لكوكب المشتري، والذي قد يسبب عددًا من الأنشطة الجيولوجية الكبرى، مثل الثورات البركانية وحركة الصفائح التكتونية.

## رسالة من الأرض
«رسالة من الأرض» (التي تُختصر بالإنجليزية إلى «إيه إم إف إي AMFE») هي إشارة راديو رقمية عالية القوة أُرسلت يوم 9 أكتوبر عام 2008 باتجاه الكوكب غليزا 581 سي. تُعتبر هذه الإشارة كبسولة زمنية رقمية تحتوي على 501 رسالة اختيرت عبر منافسة أُجريت بخدمة الشبكة الاجتماعية «بيبو». أُرسلت هذه الرسالة عبر التلسكوب الراداري «آر تي-70» التابع لوكالة الفضاء الوطنية الأوكرانية. ستصل هذه الإشارة إلى كوكب غليزا 581 سي في أوائل عام 2029. شارك أكثر من نصف مليون شخص بمن فيهم المشاهير والسياسيون بمشروع «إيه إم إف إي»، والذي يعتبر أول كبسولة زمنية رقمية في العالم تُحدد محتوياتها بواسطة العامة. كانت الإشارة قد قطعت 59.48 تريليون كيلومتر من أصل 192 تريليون كيلومتر في يوم 22 يناير عام 2015 ما يمثل 31% من إجمالي المسافة إلى نظام النجم غليزا 581.
في يوم 13 فبراير عام 2015، ناقش العلماء (بمن فيهم ديفيد غرينسبون وسيث شوستاك وديفيد برين) مشروع البحث عن الذكاء خارج الأرض (إس إي تي آي) وما إذا كانت فكرةُ إرسال رسالة إلى حضارة قد تكون ذكية فكرةً جيدةً أم لا، وذلك خلال الاجتماع السنوي للجمعية الأمريكية لتقدم العلوم؛ في نفس الأسبوع، صدر قرار وقع عليه أغلب أعضاء مشروع البحث عن الذكاء خارج الأرض ينص على أنه: «يجب إجراء نقاش علمي وسياسي وإنساني بشكل عالمي قبل إرسال أي رسائل أخرى». ومع ذلك، لم يوقع أيٌّ من فرانك دريك وسيث شوستاك على هذا القرار. في يوم 28 مارس عام 2015، كتب سيث شوستاك مقالًا ذا علاقة بهذا الشأن ولكن بوجهات نظر مختلفة، ونُشر في صحيفة نيويورك تايمز.